# Динамо (футзальный клуб, Московская область)
Футзальный клуб «Динамо» Московская область — футзальный клуб, был создан 25 июня 2007 года, участник чемпионата России по футзалу. Базируется в городе Фрязино.
Команда основана на базе РОО Футзальный клуб «Динамо» Москва.

## Достижения
- Шестое место в чемпионате России сезона 2007—2008 среди команд Суперлиги.